# Persone di cognome Guidi
| Questa pagina contiene informazioni ricavate automaticamente dalle voci biografiche con l'ausilio del template Bio e di un bot. L'aggiornamento è periodico e automatico e ricostruisce completamente la pagina. Se manca una persona in questa lista, sei pregato di non aggiungerla, ma accertati piuttosto che la sua voce biografica contenga il template Bio e che i dati anagrafici siano correttamente compilati. Se il template Bio manca, inseriscilo tu stesso o, in alternativa, metti l'avviso {{tmp\|Bio}} che ne segnala la mancanza. Se i dati riportati sono sbagliati, correggi direttamente la voce biografica; le modifiche saranno visibili in questa lista entro pochi giorni. Per chiarimenti vedi il progetto antroponimi. La lista contiene solo le 74 persone che sono citate nell'enciclopedia e per le quali è stato implementato correttamente il template Bio. Pagina aggiornata al 7 ago 2025. |

Questa è una lista di persone presenti nell'enciclopedia che hanno il cognome Guidi, suddivise per attività principale.

## Ammiragli(1)
- Camillo Guidi, ammiraglio italiano (Volterra, † 1717)

## Arbitri di calcio(1)
- Alessandro Guidi, ex arbitro di calcio italiano (Bologna, n. 1951)

## Archeologi(1)
- Giacomo Guidi, archeologo italiano (Roma, n. 1884 - Tripoli, † 1935)

## Architetti(1)
- Ignazio Guidi, architetto e urbanista italiano (Roma, n. 1904 - Roma, † 1978)

## Arcieri(1)
- Emanuele Guidi, arciere sammarinese (San Marino, n. 1969)

## Arcivescovi cattolici(1)
- Francesco Guidi, arcivescovo cattolico italiano (Volterra, n. 1694 - † 1778)

## Attori(2)
- Antonio Guidi, attore e doppiatore italiano (Ferrara, n. 1927 - Bergamo, † 2013)
- Osvaldo Guidi, attore, drammaturgo e regista teatrale argentino (Máximo Paz, n. 1964 - Buenos Aires, † 2011)

## Attrici(1)
- Enrica Guidi, attrice italiana (Cecina, n. 1985)

## Aviatori(1)
- Guido Guidi, aviatore e ingegnere italiano (Torino, n. 1891 - Roma, † 1983)

## Calciatori(5)
- Carlos Guidi, calciatore argentino (Rosario)
- Dominique Guidi, calciatore francese (Porto Vecchio, n. 1996)
- Giovanni Guidi, calciatore italiano (Legnano, n. 1915)
- Juan Guidi, calciatore argentino (Avellaneda, n. 1930 - Buenos Aires, † 1973)
- Nicholas Guidi, ex calciatore italiano (Viareggio, n. 1983)

## Calciatrici(2)
- Emma Guidi, calciatrice italiana (Ancona, n. 1996)
- Silvia Guidi, calciatrice italiana (n. 1993)

## Cantanti(2)
- Johnny Dorelli, cantante, pianista e showman italiano (Milano, n. 1937)
- Gianluca Guidi, cantante, attore e regista teatrale italiano (Milano, n. 1967)

## Cardinali(2)
- Filippo Maria Guidi, cardinale e arcivescovo cattolico italiano (Bologna, n. 1815 - Roma, † 1879)
- Romoaldo Guidi, cardinale italiano (Cesena, n. 1722 - Roma, † 1780)

## Ceramiste(1)
- Nedda Guidi, ceramista, scultrice e pittrice italiana (Gubbio, n. 1927 - Roma, † 2015)

## Cestiste(1)
- Carla Guidi, cestista italiana (Legnano, n. 1920)

## Condottieri(1)
- Guido Novello Guidi, condottiero e politico italiano (n. 1227 - Arezzo, † 1293)

## Dirigenti sportivi(1)
- Fabrizio Guidi, dirigente sportivo e ex ciclista su strada italiano (Pontedera, n. 1972)

## Disegnatori(1)
- Guido Guidi, disegnatore e illustratore italiano

## Fotografi(2)
- Eriberto Guidi, fotografo italiano (Fermo, n. 1930 - Fermo, † 2016)
- Guido Guidi, fotografo italiano (Cesena, n. 1941)

## Generali(3)
- Francesco Guidi, generale e politico italiano (Mercato Saraceno, n. 1876 - Roma, † 1970)
- Guido Guerra III Guidi, generale e politico italiano († 1213)
- Guido Guerra IV Guidi, generale e politico italiano (n. 1196)

## Giornalisti(1)
- Ezio Guidi, giornalista, conduttore televisivo e telecronista sportivo svizzero (Bellinzona, n. 1943)

## Imprenditori(2)
- Fabio Guidi, imprenditore e politico italiano (Pisa, n. 1863 - Volterra, † 1944)
- Guidalberto Guidi, imprenditore italiano (Modena, n. 1941 - Montale Rangone, † 2023)

## Imprenditrici(1)
- Federica Guidi, imprenditrice e politica italiana (Modena, n. 1969)

## Ingegneri(1)
- Camillo Guidi, ingegnere italiano (Roma, n. 1853 - Roma, † 1941)

## Islamisti(1)
- Michelangelo Guidi, islamista e arabista italiano (Roma, n. 1886 - Roma, † 1946)

## Medici(2)
- Galileo Guidi, medico e politico italiano (Pescia, n. 1946)
- Guido Guidi, medico italiano (Firenze, n. 1509 - Pisa, † 1569)

## Meteorologi(1)
- Guido Guidi, meteorologo e militare italiano (Marino, n. 1968)

## Monaci cristiani(1)
- Leto Guidi, monaco cristiano e scienziato italiano (n. 1711 - † 1777)

## Nobili(8)
- Federico Novello Guidi, nobile italiano
- Guido II Guidi, nobile franco
- Guido IV Guidi, nobile e militare italiano († 1103)
- Guido I Guidi, nobile franco
- Guido III Guidi, nobile franco
- Guido Guerra II Guidi, nobile franco (Montevarchi, † 1157)
- Guido Novello Guidi, conte di Raggiolo, nobile italiano († 1320)
- Tegrimo II Guidi, nobile franco

## Nuotatori(1)
- Marcello Guidi, nuotatore italiano (Cagliari, n. 1997)

## Pallavoliste(1)
- Ludovica Guidi, pallavolista italiana (Cecina, n. 1992)

## Pianisti(1)
- Giovanni Guidi, pianista e compositore italiano (Foligno, n. 1985)

## Pittori(2)
- Guido Guidi, pittore italiano (Livorno, n. 1901 - † 1998)
- Virgilio Guidi, pittore, poeta e saggista italiano (Roma, n. 1891 - Venezia, † 1984)

## Poeti(1)
- Alessandro Guidi, poeta e drammaturgo italiano (Pavia, n. 1650 - Frascati, † 1712)

## Politiche(2)
- Angela Maria Guidi Cingolani, politica italiana (Roma, n. 1896 - Roma, † 1991)
- Eva Guidi, politica sammarinese (n. 1968)

## Politici(3)
- Alberto Guidi, politico italiano (Firenze, n. 1916 - † 1973)
- Antonio Guidi, politico e neurologo italiano (Roma, n. 1945)
- Giovanni Guidi, politico italiano (Sanremo, n. 1903 - Sanremo, † 1976)

## Registe teatrali(1)
- Chiara Guidi, regista teatrale, attrice teatrale e drammaturga italiana (Cesena, n. 1960)

## Rugbisti a 15(1)
- Gianluca Guidi, rugbista a 15 e allenatore di rugby a 15 italiano (Livorno, n. 1968)

## Schermidori(1)
- Giacomo Guidi, schermidore italiano (Roma, n. 1982)

## Scultori(2)
- Domenico Guidi, scultore italiano (Torano, n. 1625 - Roma, † 1701)
- Ugo Guidi, scultore italiano (Montiscendi di Pietrasanta, n. 1912 - Forte dei Marmi, † 1977)

## Scultrici(1)
- Stefania Guidi, scultrice italiana (Roma, n. 1929 - Roma, † 2024)

## Stilisti(1)
- Giovanni Cesare Guidi, stilista italiano (Faenza, n. 1908 - † 1995)

## Storici(1)
- Ignazio Guidi, storico, politico e ebraista italiano (Roma, n. 1844 - Roma, † 1935)

## Vescovi cattolici(2)
- Antonio Guidi, vescovo cattolico italiano (Medole - † 1604)
- Jacopo Guidi, vescovo cattolico e teologo italiano (Volterra, n. 1514 - † 1588)

## Violinisti(1)
- Scipione Guidi, violinista italiano (Venezia, n. 1884 - Los Angeles, † 1966)

## Senza attività specificata(3)
- Otello Guidi, italiano (Roma, n. 1907 - Roma, † 1989)
- Rachele Guidi, italiana (Predappio, n. 1890 - Forlì, † 1979)
- Tegrimo I Guidi, conte